# Meteoritenfalle

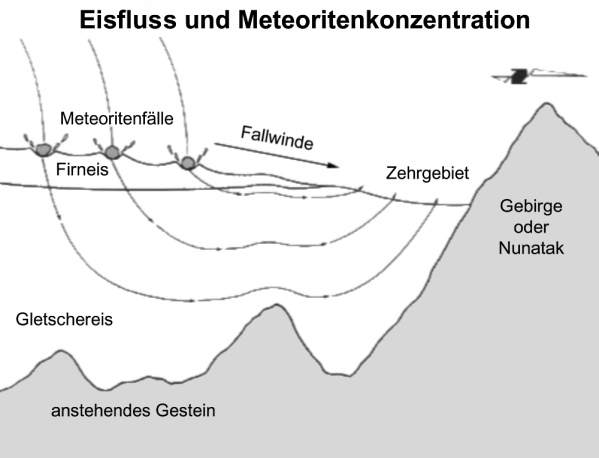
Wege von Meteoriten im Eis

Meteoritenfallen sind Gebiete in der Antarktis, die als sogenannte Blaueisgebiete bezeichnet werden und in denen auf engstem Raum eine überproportional große Anzahl an Meteoriten anzutreffen ist, die sich über Zehntausende von Jahren dort angesammelt haben.
Blaueisgebiete entstehen, wo aufgrund einer Geländekante unterhalb der Eisdecke durch den fließenden Gletscher tiefe Eisschichten an die Oberfläche gedrückt werden. Mit dem Eis der tieferen Schichten gelangen auch die im Firn und Gletscher eingesunkenen Meteoriten an die Oberfläche. Damit es zur Ausbildung einer Meteoritenfalle kommt, ist es notwendig, dass Eis an der Oberfläche durch Sublimation schwindet, die durch starke Winde verstärkt wird. Weiterhin ist wichtig, dass es nicht zu einer zu starken Erwärmung der Meteoriten kommt, so dass diese durch Schmelzvorgänge wieder ins Eis einsinken. Dies ist nur dann der Fall, wenn es an der betreffenden Stelle kalt genug ist, das heißt, diese hoch genug liegt.
Eine weitere Voraussetzung zur Entstehung einer Meteoritenfalle ist, dass die Eisdecke über einen längeren Zeitraum an dieser Stelle keinen größeren Schwankungen unterworfen ist. Über die Datierung der an einer solchen Stelle gefundenen Meteoriten lassen sich deshalb Rückschlüsse auf die klimatische Entwicklung ziehen und Klimamodelle auf  diese Weise verifizieren.